# Ctenopelma tenuigaster
Ctenopelma tenuigaster là một loài tò vò trong họ Ichneumonidae.